# Kajang
Kajang is een stad en gemeente (majlis perbandaran; municipal council) in de Maleisische deelstaat Selangor.
Kajang telt bijna 800.000 inwoners, is de hoofdstad van het district Hulu Langat en is onderdeel van de agglomeratie Groot-Kuala Lumpur (Klang Valley).